# عمر دوارتي
عمر دوارتي (بالإسبانية: Omar Duarte) (18 يوليو 1985 بكوكوتا في كولومبيا - ) هو لاعب كرة قدم كولومبي في مركز الهجوم. لعب مع أتلتيكو ناسيونال.

## وصلات خارجية
- عمر دوارتي على موقع قاعدة بيانات كرة القدم.إي يو (الإنجليزية)
- عمر دوارتي على موقع Soccerway.com (الإنجليزية)
- عمر دوارتي على موقع AS.com (الإسبانية)